# Vioolconcert nr. 3 (Saint-Saëns)
De Franse componist Camille Saint-Saëns componeerde zijn Vioolconcert nr. 3 in b-mineur, opus 61 in 1880.
Het vioolconcert bestaat uit drie delen:
1. Allegro non troppo
2. Andantino quasi allegretto
3. Molto moderato e maestoso

## Geschiedenis en concert
Saint-Saëns droeg zijn derde en laatste vioolconcert op aan tijdgenoot en vioolvirtuoos Pablo de Sarasate die tevens solist was op de première. Saint-Saëns' derde vioolconcert kent technisch een lagere moeilijkheidsgraad dan zijn eerste en tweede vioolconcert. Het derde concert geniet echter hedendaags een grotere bekendheid door de prachtige melodieën die het concert rijk is. Dit komt vooral tot uitdrukking in het Andantino quasi allegretto en de rijke finale van het concert. Door het voorgaande schaart het derde vioolconcert zich bij Saint-Saëns illustere werken voor viool en orkest met zijn Introduction et Rondo capriccioso, opus 28 en Havanaise, opus 83.